# Хелвалдов игличави пацов
Хелвалдов игличави пацов (лат. Maxomys hellwaldii) је врста глодара из породице мишева (лат. Muridae).

## Распрострањење
Индонезијско острво Сулавеси је једино познато природно станиште врсте.

## Станиште
Врста има станиште на копну.

## Угроженост
Ова врста није угрожена, и наведена је као последња брига јер има широко распрострањење.

### Популациони тренд
Популација ове врсте се смањује, судећи по расположивим подацима.